# Andrzej Przyjemski (zm. 1618)
Andrzej (Jędrzej) Przyjemski herbu Rawicz (zm. 9 września 1618 roku) – marszałek nadworny koronny od 1617, kasztelan gnieźnieński od 1603, starosta inowrocławski, bydgoski, kruszwicki, koniński,  i kowalski.
Od 1577 kształcił się w akademii w Ołomuńcu. Poseł na sejm koronacyjny 1587/1588 roku z województw kaliskiego i poznańskiego. W 1589 brał udział w zjeździe w Łęczycy. Poseł na sejm pacyfikacyjny 1589 roku województwa kaliskiego, delegowany przez sejm podpisał traktat bytomsko-będziński. Posłował na sejmy 1592, 1598. W 1595 podjął studia na Uniwersytecie Padewskim. W 1598 powrócił do kraju. W czasie rokoszu Zebrzydowskiego, jako przedstawiciel Senatu, w dniach 9–11 kwietnia 1606 
bezskutecznie próbował mediować z rokoszanami rozłożonymi obozem pod Stężycą.
Na wyprawę moskiewską w czasie wojny polsko-rosyjskiej 1609–1618 wystawił własnym sumptem poczet 22 husarzy, wcielonych do wojsk koronnych.
W 1611 r. kupił od Andrzeja Czarnkowskiego, wojewody kaliskiego, miasto Miejska Górka wraz z kluczem okolicznych wsi za kwotę 128.000 zł.
W 1612 pożyczył królowi 150 000 złp na pokrycie kosztów związanych z prowadzeniem działań wojennych. W 1615 roku był marszałkiem Trybunału Głównego Koronnego w Lublinie. W 1618 odbył poselstwo gratulacyjne do cesarza Ferdynanda II Habsburga.